# Farkas Sándor (kanonok)
Farkas Sándor (Nyalka, 1853. augusztus 8. – Csepreg, 1938. február 4.)  kanonok.

## Élete
Szülei Farkas István és Maracskó Katalin voltak. Középiskoláit 1864-től 1874-ig Győrben végezte; 1870-ben, a 4. osztály elvégezése után Zalka János püspök fölvette a győri kisebb papnevelőintézet növendékei sorába; a teológiát ugyanott hallgatta. 1878. február 19-én Győrött áldozópappá szentelték. 1878. március 15-től 1879. április 5-ig segédlelkész volt Rábaszentmihályon, 1880. december 2-ig Szilben, majd 1890. április 30-ig Csepregen, ahol a város történetének kutatásában szorgoskodott. 1889. február 15-től május 8-ig plébánoshelyettes is volt Felsőszakonyban. 
A bogyoszlói plébániát 1890. május 1-jétől irányította. Plébánossága mellett kapuvári esperes, püspöki biztos és tanfelügyelő volt a hansági kerületben. Csepreg történetében végzett kutatásait rendezve 1887-ben kiadta Csepreg mezőváros története című monográfiáját. Nyugállományba vonulását követően visszatért Csepregre és a város történetének ismételt kutatásához fogott. Az ekkor összegyűjtött anyag azonban többségében elveszett.
Csepregen halt meg, sírja a papi sírkertben található.

## Képek

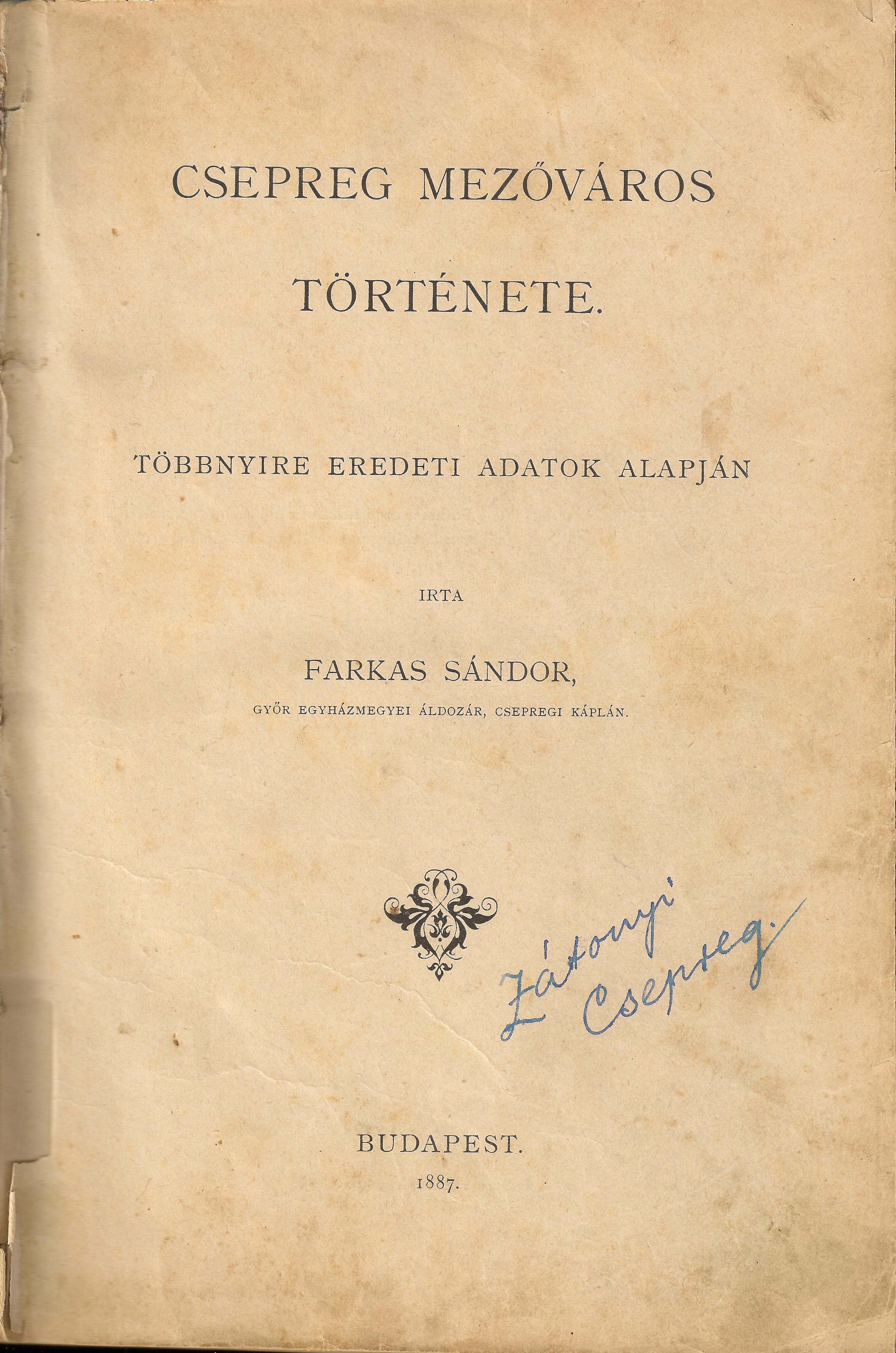
Könyvének belső címlapja
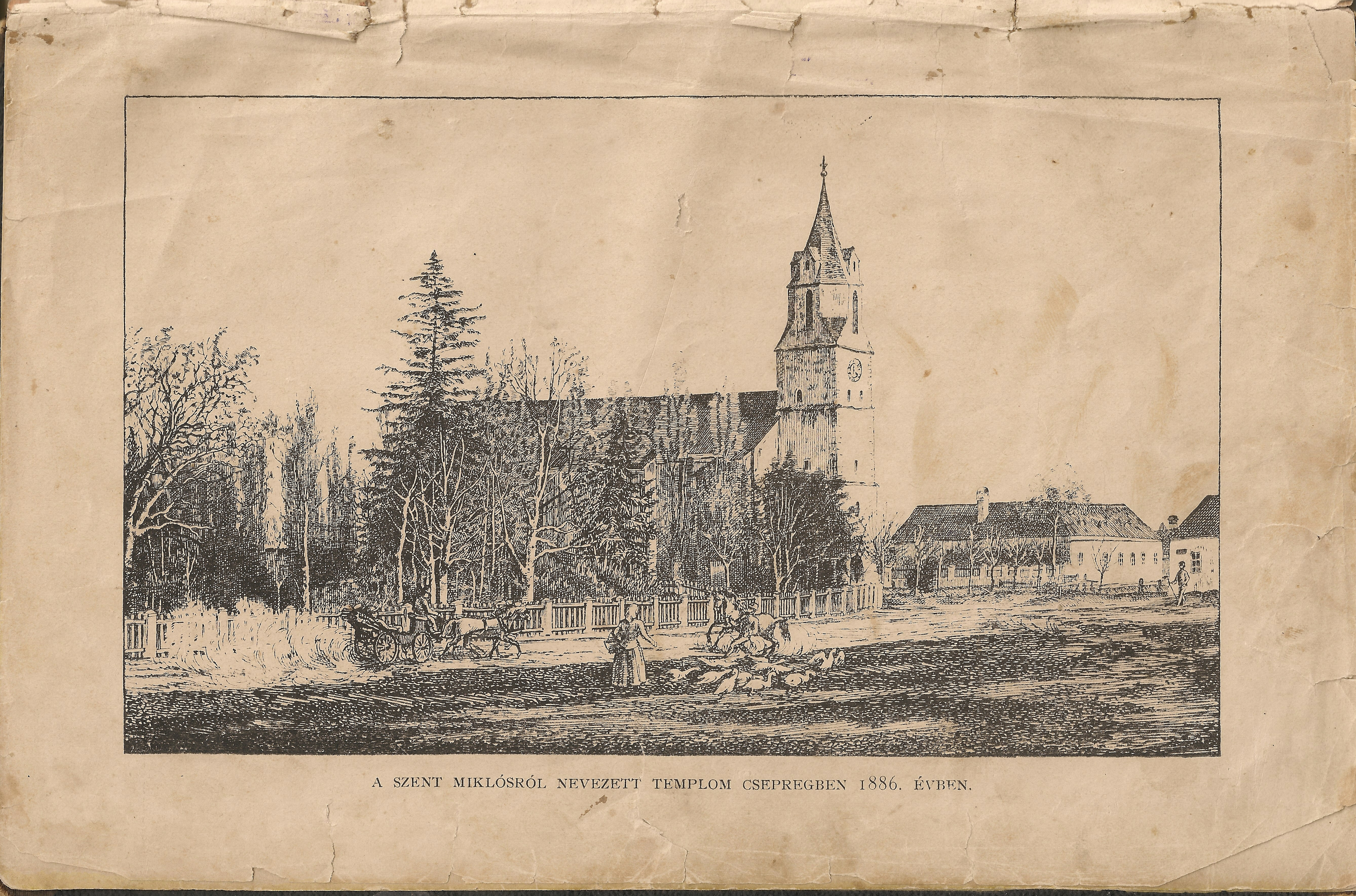
A Szent Miklós templom rajza könyvében
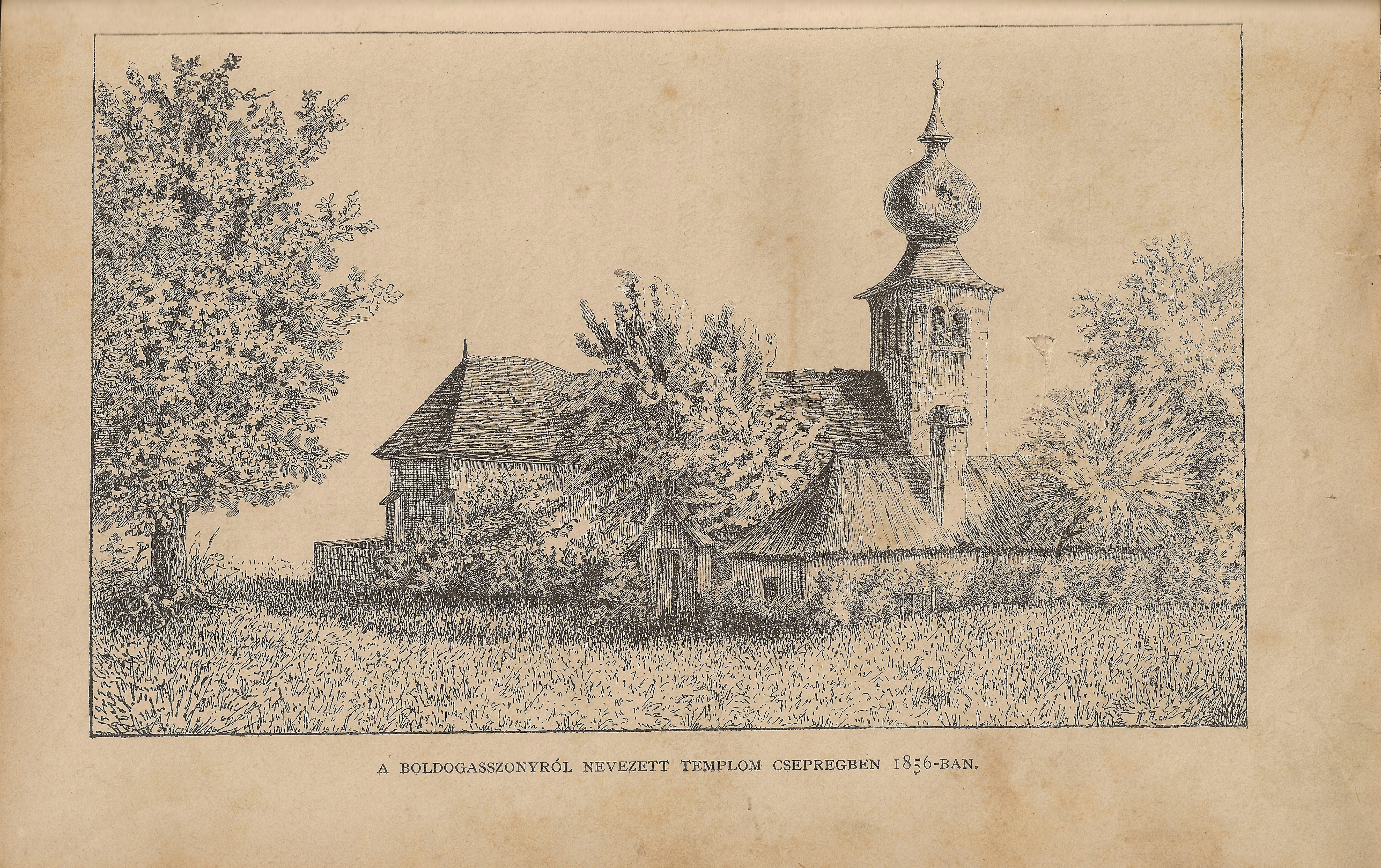
A Boldogasszony templom rajza könyvében